# Brits-Guiana op de Olympische Zomerspelen 1960
Brits-Guiana, het tegenwoordige Guyana, nam deel aan de Olympische Zomerspelen 1960 in Rome, Italië. Ook tijdens de vierde deelname werd geen medaille gewonnen.

## Deelnemers en resultaten

### Atletiek
| Olympiër        | Discipline       | Resultaat | Prestatie                                             |
| --------------- | ---------------- | --------- | ----------------------------------------------------- |
| Clayton Glasgow | 200m (m)         | 52e       | serie 3: 3de in 22,6                                  |
| Clayton Glasgow | 400m (m)         | 48e       | serie 5: 5de in 50,7                                  |
| Ralph Gomes     | 800m (m)         | 22e       | serie 9: 2de in 1.53,06 kwartfinale 2: 5de in 1.52,47 |
| George De Peana | 5000m (m)        | 46e       | serie 4: 13de in 15.54,2                              |
|                 |                  |           |                                                       |
| Brenda Archer   | hoogspringen (v) | 20e       | kwalificatie: 20ste met 1,55m                         |

### Boksen
| Olympiër      | Discipline | Resultaat | Prestatie                                |
| ------------- | ---------- | --------- | ---------------------------------------- |
| Carl Crawford | -81kg (m)  | 17e       | 1ste ronde: V van POL Pietrzykowski: 0-5 |

Afghanistan · Argentinië · Australië · Bahama's · België · Bermuda · Birma · Brazilië · Brits-Guiana · Bulgarije · Canada · Ceylon · Chili · Colombia · Cuba · Denemarken · Duits eenheidsteam · Ethiopië · Fiji · Filipijnen · Finland · Frankrijk · Ghana · Griekenland · Groot-Brittannië · Haïti · Hongarije · Hongkong · Ierland · IJsland · India · Indonesië · Irak · Iran · Israël · Italië · Japan · Joegoslavië · Kenia · Libanon · Liberia · Liechtenstein · Luxemburg · Malakka · Malta · Marokko · Mexico · Monaco · Nederland · Nederlandse Antillen · Nieuw-Zeeland · Nigeria · Noorwegen · Oeganda · Oostenrijk · Pakistan · Panama · Peru · Polen · Portugal · Puerto Rico · Roemenië · San Marino · Singapore · Soedan · Sovjet-Unie · Spanje · Suriname · Taiwan · Thailand · Tsjecho-Slowakije · Tunesië · Turkije · Uruguay · Venezuela · Verenigde Arabische Republiek · Verenigde Staten · Vietnam · West-Indische Federatie · Zuid-Afrika · Zuid-Korea · Zuid-Rhodesië · Zweden · Zwitserland